# Краљевина Југославија
Краљевина Југославија је била држава у југоисточној Европи, која је већим делом захватала Балканско полуострво, а мањим Панонску низију. Постојала је од 1. децембра 1918. до 29. новембра 1945. године. Од 1918. до 1920. званично име државе било је Краљевство Срба, Хрвата и Словенаца, а од 1920. до 1929. званично име државе било је Краљевина Срба, Хрвата и Словенаца, али термин „Југославија” био је њен колоквијални назив због свог порекла. Званично име државе је 3. октобра 1929. промењено у „Краљевина Југославија” од стране краља Александра I. Заузимала је територију данашње Србије, Босне и Херцеговине, Северне Македоније и Црне Горе, и највећи део данашње Хрватске и Словеније.
Прелиминарно краљевство настало је 1918. спајањем привремене Државе Словенаца, Хрвата и Срба (која је настала на територијама бивше Аустроугарске, обухватајући Босну и Херцеговину и већи део Хрватске и Словеније) и Баната, Бачке и Барање (који су били део Краљевине Мађарске у саставу Аустроугарске) са независном Краљевином Србијом. Исте године Краљевина Црна Гора је такође прогласила своје уједињење са Србијом, док је Вардарска Македонија већ била део Србије пре уједињења.
На челу државе се налазила династија Карађорђевића, која је претходно владала Краљевином Србијом под Петром I од 1903. (после Мајског преврата) надаље. Петар I је постао први краљ Југославије и владао је до своје смрти 1921. године. Наследио га је син Александар I, који је био регент за свог оца. Био је познат као „Александар Ујединитељ”, а краљевину је преименовао у „Југославија” 1929. године. На њега је у Марсељу извршио атентат Владо Черноземски, члан Унутрашње македонске револуционарне организације (ВМРО), током посете Француској 1934. године. Круна је прешла на његовог 11-годишњег сина Петра II. Александров рођак Павле владао је као принц регент до 1941. године, када је Петар II постао пунолетан. Краљевска породица пребегла је у Лондон исте године, након што су земљу напале силе Осовине.
У априлу 1941. године, земљу су окупирале и поделиле силе Осовине. У Лондону је успостављена краљевска влада у егзилу коју је признало Уједињено Краљевство, а касније и сви савезници. Краљ је 1944. године, након притиска британског премијера Винстона Черчила, признао владу ДФЈ као легитимну владу. Ово је установљено 2. новембра након потписивања Вишког споразума између Ивана Шубашића (у име Краљевине) и Јосипа Броза Тита (у име партизана).

## Називи државе
Краљевина Југославија је неколико пута кроз своју историју мењала назив:
- Одговором регента Александра Народном већу Словенаца, Хрвата и Срба на одлуку о уједињењу са Краљевином Србијом проглашена је 1. децембра 1918. прва Југославија под називом Краљевство Срба, Хрвата и Словенаца.[3]
- Одлуком Привременог народног представништва од 15. јула 1920, реч краљевство је промењена у краљевина, тако да је од тог датума званичан назив државе био Краљевина Срба, Хрвата и Словенаца.[4]
- Дана 3. октобра 1929. обнародован је Закон о називу и подели Краљевине на управна подручја, чиме је од тог датума званичан назив државе био Краљевина Југославија.[5]

Онде где је требало обележити земљу по имену као нпр. Француска, Белгија итд. а не Република Француска, Краљевина Белгија итд. уписивано је Држава Срба, Хрвата и Словенаца, а не Краљевство СХС. Тај назив нове државе ушао је у документе настале за време и после Конференције мира у Паризу.

## Историја

### Уједињење Срба, Хрвата и Словенаца
По завршетку Првог светског рата створили су се услови за стварање државе која би окупила Јужне Словене који су живели на подручју Србије, Црне Горе и словенских делова Аустроугарске. Краљевина Србија је на почетку Првог светског рата за своје ратне циљеве поставила уједињење Срба, Хрвата и Словенаца, доношењем Нишке декларације 7. децембра 1914. године. Убрзо је уследило формирање Југословенског одбора у Лондону 1915. године и Црногорског одбора за народно уједињење 1917. године. Конкретни преговори о уређењу будуће државе вођени су непосредно у два наврата — на Крфу 1917. године када је донета Крфска декларација и у Женеви 1918. године када је потписан Женевски споразум. Након рата, под вођством Југословенског одбора у Загребу је формирана Држава Словенаца, Хрвата и Срба, док су истовремено црногорски делегати на спорној Подгоричкој скупштини донели одлуку о присаједињењу Црне Горе Србији. Притом, и делегати Велике народне скупштине Војводине су 25. новембра донели одлуку да се директно припоје Краљевини Србији. Уједињење Србије са земљама независне државе Словенаца, Хрвата и Срба у јединствено Краљевство Срба, Хрвата и Словенаца прогласио је регент Александар I Карађорђевић, у име свог оца, краља Петра I Карађорђевића, 1. децембра 1918. године.

### Питање спољних граница
Након уједињења решавало се питање спољних граница земље, које су на многим местима биле спорне. Тако је Корушко питање решавано референдумом на којем је одлучено да Корушка остане у саставу Аустрије. Далматинска лука Задар и неколико далматинских острва су припали Италији, која је покушала да окупира и анектира Црну Гору. Град Ријека је проглашен Слободном Државом Ријеком, али ју је ускоро окупирала и 1924. анектирала Италија. Напетости око границе са Италијом су се наставиле, пошто је Италија тражила још далматинске обале, а Краљевина СХС је тражила Истру, део бившег Аустријског приморја, који је анектирала Италија, али који је имао велики број словеначког и хрватског становништва.

### Спорови око државног уређења
Одмах након проглашења 1. децембра, преговори између Народног вијећа (Државе Словенаца, Хрвата и Срба) и српске владе су резултовале споразумом око нове владе којом би председавао Никола Пашић. Међутим, када је ово послато регенту на усвајање, оно је одбијен и тако је изазвао прву кризу владе у новој држави. Све странке су ово означиле као кршење парламентарних принципа, али је криза превазиђена када су се све стране сложиле да замене Пашића Стојаном Протићем који је био водећи члан Пашићеве Народне радикалне странке. Нова влада је створена 20. децембра 1918. До избора за Уставотворну скупштину, Привремено народно представништво је служило као парламент који су формирали делегати из разних изабраних тела која су постојала на југословенском простору пре стварања државе. Спорови и неспоразуми око унутрашњег уређења земље почели су одмах након уједињења. Удруживањем странака комбиновањем неколико чланова српске опозиција са странкама из бивше Аустро-Угарске је довела до стварања нове Демократске странке, која је доминирала Привременим представништвом и владом. Док су српски политичари југословенску државу сматрали за природни наставак Краљевине Србије, за хрватске и словеначке странке је нова држава била само оквир у којем ће наставити национално окупљање и јачање националних позиција. Пошто је Демократска странка предвођена Љубомиром Давидовићем заговарала врло централизован програм, неколико хрватских делегата је прешло у опозицију. Међутим, ни радикали нису били срећни пошто су имали само три министра наспрам 11 Демократске странке и 16. августа 1919. Стојан Протић је поднео оставку. Љубомир Давидовић је онда основао коалицију са Југословенском социјалдемократском странком. Ова влада је имала већину, али кворум у Привременом представништву је био половина плус 1 глас. Опозиција је почела да бојкотује парламент, а пошто се влада није могла ослонити да ће се све њене присталице појавити, постало је немогуће да влада закаже седницу у скупштини са довољним бројем посланика. Давидовић је ускоро поднео оставку, али пошто нико други није могао да формира владу, он је опет постао премијер. Пошто је опозиција наставила са бојкотом, влада је одлучила да влада преко уредби. Ово је било нападнуто од стране опозиције која је почела да назива себе „скупштинска заједница“. Давидовић је схватио да је стање неодрживо и затражио од краља да одмах закаже изборе за уставотворну скупштину. Када је краљ Петар одбио, Давидовић није имао избора осим да поднесе оставку. Након избора за Уставотворну скупштину одржаних 28. новембра 1920, неспоразуми су се продубили, а Хрватска републиканска сељачка странка је бојкотовала рад скупштине. Комунистичка партија Југославије, која је на изборима освојила 12,4% гласова, крајем године је била забрањена. Први устав Краљевине СХС је усвојен на Видовдан 28. јуна 1921, а његовим усвајањем је успостављена унитарна монархија, утемељен је парламентаризам и локална самоуправа. После смрти краља Петра I (16. августа 1921), регент Александар је постао краљ Срба, Хрвата и Словенаца, а наредне године се оженио принцезом Маријом од Румуније.

### Лични режим краља Александра
На скупштинској седници 20. јуна 1928. године Пуниша Рачић, српски политичар из Црне Горе, је пиштољем пуцао на посланике Хрватске сељачке странке, притом је ранио њеног вођу Стјепана Радића, који је смртно рањен преминуо након месец дана. На лицу места су погинули Стјепанов брат Павле и посланик Ђуро Басаричек. Краљ Александар је реаговао на овај догађај 6. јануара 1929. године укидањем устава, распуштањем Народне скупштине и објављивањем Закона о краљевској власти и врховној државној управи, којим је пренета извршна власт на краља и забрањен рад свих политичких странака, синдиката, те удружења која су имала верска или племенска обележја. Краљ Александар је тиме завео личну диктатуру. Исте године је промењено име државе Краљевина Срба, Хрвата и Словенаца у Краљевина Југославија, проглашена је јединствена југословенска нација у недељивој краљевини и промењено унутрашње територијално уређење.
У време кад је диктатура уведена, у свету је избила велика економска криза, која је погодила и Југославију. Поред тога, диктатуру су поткопавали потмуло врење националних покрета и манифестације сепаратизма, пасиван отпор грађанске опозиције, али и снажан отпор комуниста. Ставови КПЈ су одударали од ставова грађанске опозиције. На Четвртом конгресу КПЈ, који је одржан у Дрездену, карактер диктатуре је оцењен као фашистички, а заузет је став да треба срушити „империјалистичку творевину“ Југославију. Велики број чланова КПЈ и њихових симпатизера су похапшени и осуђени. Комунисти су одговарали за политичке злочине и антидржавну заверу пред Судом за заштиту државе. Организована су 82 таква процеса у периоду од 1929. до 1932. године.
Краљ је 1931. године одустао од отворене диктатуре и донео је 3. септембра нови (октроисани) устав. Спроведени су формални парламентарни избори на којима се појавила само једна странка, режимска Југословенско радничко-сељачка демократија, касније преименована у Југословенску националну странку.
Краљ Александар је убијен 9. октобра 1934. године у Марсељу, приликом његове званичне посете Француској. Атентат на краља су извеле хрватске усташе уз садејство бугарских терориста из ВМРО и уз подршку Мусолинијеве Италије.

### Намесништво и владавина кнеза Павла
Убиство краља је узбуркало целокупну југословенску јавност. Пошто је најстарији Александров син Петар био малолетан, трочлано Намесништво је преузело улогу краља. Намесништвом је доминирао Александров брат од стрица, кнез Павле Карађорђевић. На ванредним изборима, који су одржани 5. маја 1935. године, по први пут након укидања Видовданског устава, учествовале су и опозиционе странке. Победу је однела владајућа Југословенска национална заједница, између осталог захваљујући и притиску на бираче приликом гласања које је било јавно. Нови мандатар Милан Стојадиновић је образовао Југословенску радикалну заједницу, у коју су ушли представници двеју бивших политичких странака СЛС и ЈМО. Стојадиновић је показао намеру да прими у владу и ХСС, али му није успело да спроведе ту замисао, јер је лидер те странке Влатко Мачек одмах захтевао ревизију октроисаног устава.
Почетком 1939. године кнез Павле је мандат за састав нове владе поверио Драгиши Цветковићу. Директним споразумом новог председника владе Драгише Цветковића са Влатком Мачеком 26. августа 1939. створена је Бановина Хрватска са великим овлаштењима. Споразум је постигнут након припајања Аустрије Хитлеровој Немачкој (аншлус, 1938) и окупације Чехословачке, у време када је хрватски сепаратизам био све јачи, а усташки покрет имао подршку Мусолинијеве Италије, која је већ била окупирала Албанију. Стварање Бановине Хрватске је изазвало бројне реакције у земљи, а незадовољство је било највеће међу српским становништвом, у војним круговима, те међу грађанским опозиционим партијама.

### Мартовски преврат и окупација Југославије
Крајем 1940. године Мађарска и Румунија су приступиле Тројном пакту, а 1. марта наредне године придружила им се и Бугарска. Југославија се тако нашла у окружењу сила Осовине. Суочени са великим притиском, крунски савет и југословенска влада 20. марта су донели тешку одлуку о приступању Тројном пакту, а протокол је потписан у Бечу пет дана касније. Након тога, група незадовољних југословенских официра, на челу са генералом Боривојем Мирковићем, у ноћи између 26. и 27. марта извела је државни удар. Кнез Павле био је принуђен да се повуче и напусти земљу, а краљ Петар II Карађорђевић је проглашен пунолетним. Силе Осовине су напале Југославију 6. априла 1941. Напад је извршен копненим путем, из више праваца. Немачке, италијанске и мађарске трупе продрле су на територију Југославије из правца Италије, Аустрије, Мађарске, Румуније, Бугарске и Албаније. Тешко је бомбардован Београд. Југославија је окупирана, а њена територија подељена међу силама Осовине.

## Управне поделе
До априла 1922. у Краљевини је постојало 7 привремених покрајина. Ниже управно-територијалне јединице чинили су окрузи (жупаније), срезови (котари) и општине. Касније су уместо покрајина и округа основане 33 области, а оне су укинуте 1929. године када је основано 9 бановина.

### Покрајине и окрузи (1918—1922)
Покрајине:
- Србија
  - Северна Србија
  - Јужна Србија
- Црна Гора
- Босна и Херцеговина
- Далмација
- Хрватска и Славонија (Хрватска, Славонија, Међимурје, острво Крк са општином Кастав)
- Словенија (Словенија са Прекомурјем)
- Банат, Бачка и Барања

### Области (1922—1929)
Територија Краљевине била је подељена на 33 области. Органи обласне управе су се налазили у градовима, административним средиштима датих области. Држава је била подељена на следеће области:
| 1. Врбаска област 2. Београдска област 3. Битољска област 4. Бихаћка област 5. Ваљевска област 6. Врањска област 7. Сремска област 8. Дубровничка област 9. Загребачка област 10. Тимочка област 11. Приморско-крајишка област | 1. Шумадијска област 2. Крушевачка област 3. Љубљанска област 4. Мариборска област 5. Мостарска област 6. Нишка област 7. Бачка област 8. Осјечка област 9. Пожаревачка област 10. Косовска област 11. Сарајевска област | 1. Скопска област 2. Подунавска област 3. Сплитска област 4. Травничка област 5. Тузланска област 6. Моравска област 7. Ужичка област 8. Зетска област 9. Рашка област 10. Подрињска област 11. Брегалничка област |

### Бановине (од 1929)
Законом о називу и подели Краљевине на управна подручја од 3. октобра 1929, установљена је нова административна подела територије на бановине. Ова управна подела земље, успостављена за време диктатуре краља Александра, задржана је и након престанка исте, ушавши у нови Септембарски устав из 1931. године. Године 1939. основана је Бановина Хрватска, у чији састав су ушле у целости територије Савске и Приморске бановине, те делови територија Дунавске, Врбаске, Дринске и Зетске бановине.
Бановине:
- Дравска бановина, седиште Љубљана (1929—1941)
- Бановина Хрватска, седиште Загреб (1939—1941)
  - Савска бановина, седиште Загреб (1929—1939)
  - Приморска бановина, седиште Сплит (1929—1939)
- Врбаска бановина, седиште Бања Лука (1929—1941)
- Дринска бановина, седиште Сарајево (1929—1941)
- Зетска бановина, седиште Цетиње (1929—1941)
- Дунавска бановина, седиште Нови Сад (1929—1941)
- Моравска бановина, седиште Ниш (1929—1941)
- Вардарска бановина, седиште Скопље (1929—1941)
- Град Београд, са Земуном и Панчевом чине засебну административну јединицу.

## Спољна политика
Краљевина је одржавала блиске односе са Савезницима из Првог светског рата, посебно са традиционалним савезницима Француском и Уједињеним Краљевством између 1920. и 1934. године. Основала је Малу Антанту заједно са Чехословачком и Румунијом 1920. године, да би спречила могућност да Мађарска поврати територије које је изгубила након Првог светског рата. Савез се ускоро распао пошто Краљевина СХС није учествовала у акцијама Румуније и Чехословачке против Мађарске.
Фашистичка Краљевина Италија је имала територијалне претензије против Краљевине Југославије, и основала је савез са државама које су имале сличне државничке планове, под великим утицајем Италије и/или фашизма: Албанијом, Мађарском, Румунијом и Бугарском. Сарадња са Великом Британијом и Француском је учинила да се Италија повуче из савеза 1927. Као одговор на растући италијански експанзионизам, краљевска југословенска влада је 1927. потписала Споразум о пријатељству и сарадњи са Великом Британијом и Француском.
Године 1934. формиран је Балкански пакт са Грчком, Румунијом и Турском, чији је задатак био да одржи равнотежу на Балканском полуострву. Савез је фактички постојао до почетка Другог светског рата, када је Југославија прогласила неутралност (1939), због чега није могла стати на страну Грчке када ју је Италија напала. Дефинитивни крај савеза се десио 1940. године, када је Румунија пришла Тројном пакту.
Након убиства краља Александра, влада Милана Стојадиновића је променила своју спољну политику ка сарадњи са Италијом и Немачком. Краљевина Југославија је тек у јуну 1940. године успоставила дипломатске односе са Совјетским Савезом, чиме је међу последњим европским земљама де јуре признала СССР.

## Југословенска војска
Југословенска војска делила се на Сувоземну војску и Ратну морнарицу. Сувоземну војску је чинила пешадија, артиљерија, коњица, инжењерија, ваздухопловство и друге помоћне јединице. Имали су генералштабну, економску, техничку, санитетску, судску, свештеничку, ветеринарску и музичку струку, и специјалне јединице; граничаре, жандармерију, падобранске, јуришне и планинске чете. Тенкови су третирани као борбено средство које помаже нападу пешадије, а ваздухопловство је извиђало, вршило заштиту снага и територије и нападало непријатељске објекте. Војно ваздухопловство делило се на оперативно и армијско. Кад је рат почео у априлу 1941. оно је имало 459 авиона (125 ловаца, 173 бомбардера, 161 извиђача), од чега је 265 било савремених авиона новије генерације, распоређених на 23 аеродрома. Оклопне јединице су чиниле два тенковска батаљона, која су у свом саставу имала 110 тенка и борбено оклопна возила. Ратна морнарица је имала 32 ратна брода. На Сави и Дунаву је била смештена речна ратна флота, а поморско ваздухопловство имало је 150 хидроавиона. Поморска обалска команда имала је 14 обалских артиљеријских батерија са 45 топова.

## Привреда Краљевине Југославије
Ратне последице са којима се Краљевина Југославија суочила биле су веома тешке: разорена саобраћајна инфраструктура, велики број уништених фабрика, инфлација, глад... Осим Србије и Црне Горе, које су доживеле демографску катастрофу, као последицу људских жртава у Првом светском рату, знатно су страдале и остале области које у ушле у састав нове државе. Краљевина Југославија је била спој различитих економских система и стандарда. Покрајине су биле неравномерно развијене, а приход становништва је потицао из различитих основа.
Након уједињења централна влада је завела велике царине за индустријске производе а у исто време наметнула је извозне царине за пољопривредне производе. Тиме је дошло до преливања дохотка из пољопривреде у индустрију, односно из мање развијених у развијеније регионе. Заменом аустроугарских круна за динаре и инфлаторној конјуктури северозапад државе је стекао економску предност. У првом петогодишту, на Словенију, Хрватску и Славонију отпало је три петине укупних инвестиција у индустрији Краљевине.

### Индустрија
Индустријски почетак Краљевине Југославије није био на високом нивоу. Србија и Црна Гора су као индустријски неразвијене земље, у рату изгубиле значајан део капацитета, који су имале пре рата, док су бивши крајеви Аустроугарске монархије, који су ушли у састав Југославије налазили ван индустријских центара некадашње државе.
Краљевина Југославија је уложила велике напоре да изгради сопствену индустрију, међутим она није имала устаљену политику индустријског развоја. У индустријском погледу Краљевина Југославија је могла да се подели на индустријски развијен север и северозапад, и индустријски неразвијени југ и југоисток.
Већина места у Србији се бавила пољопривредом, тако да су могла да се издвоје само четири велика индустријска места: Београд, Бор, Лесковац и Трепча. Највише фабрика се налазио на подручју Загреба, Београда, Осијека, и Сарајева. Претежно је преовладавала прехрамбена индустрија, електричне централе и индустрија дрвета.
Најчешће су се извозиле сировине, док се извозни сектор углавном налазио у поседу страног капитала.
Између два светска рата индустрија је највише узнапредовала у најразвијенијим крајевима на северу и северозападу, али и Београду, Земуну и Панчеву. У Краљевини је укупно изграђено 2.193 фабрике од којих: у Словенији 403, Хрватска и Славонија 635, Далмација 97, Босна и Херцеговина 129, Војводина без Срема 390, Србији 428, Македонији 99 и Црној Гори 12.

### Финансије
Краљевина Југославија је била држава са недовољно финансијске снаге, да у потпуности подмири своје потребе. Државна валута је био динар Краљевине Југославије, који је добио име по српској националној валути. Утврђена вредност за замену аустроугарских круна за југословенски динар, и истоветна вредност српског динара југословенским динаром, дуго је била извор незадовољства Хрвата и Словенаца. Сматрали су се оштећеним, иако је динар Краљевине Србије био неупоредиво већа валута после рата. Огромна послератна инфлација почела је да се смирује 1923. године, услед мера које је спровео министар финансија Милан Стојадиновић. Резултат његових мера је био да је динар у периоду од 1923. до 1931. постао веома стабилна валута.
У финансијском погледу доминирали су хрватски новчани заводи, међу којима се истицала Прва хрватска штедионица, као најјача финансијска установа у држави.

### Саобраћај и везе
Док су путеви на подручју Аустроугарске рађени по техничким прописима, путеви у Србији и Црној Гори су рађени без икаквих техничких прописа, па их је прекомерно коришћење у рату готово уништило.
Слична ситуација је била и са железницом. Пруге на подручју Аустроугарске нису биле оштећене у рату, али је много тога код њих било дотрајало. Многе до тада споредне пруге су постале главне, и била су потребна одређена улагања да би се оне довеле у ред. Нарочито је била велика потреба за мостовима и саобраћајним чворовима. У циљу набавке средстава за развој саобраћаја, Краљевина Југославија је у неколико наврата узимала зајам у земљи и иностранству.
Први мост преко Дунава у Београду, је пуштен у саобраћај 1935. године, и назван је „мост краља Петра Другог“.
- 15. фебруар 1928. Ступио на снагу Правилник о преносу поште ваздушним путем и успостављена прва ваздушна поштанска линија Београд-Загреб.
- 12. мај 1928. Донесен Закон о писмоносним голубовима Краљевства СХС. Право коришћења ових голубова припадало је искључиво Министарству Војске и морнарице.
- 24. март 1929. Емитована је прва радио емисија у Београду.[24] (Радио Београд АД)

## Друштво и култура
Култура овог периода дала је бројна еминентна имена српске уметности и науке. Нека од њих су:
- књижевници: Аугуст Цесарец, Бранислав Нушић, Вељко Петровић, Густав Крклец, Иво Андрић, Исидора Секулић, Јован Дучић, Милош Црњански, Мирослав Крлежа;
- архитекти: Драгиша Брашован, Момир Коруновић, Ђорђе Табаковић, Дака Поповић;[25]
- научници: Јован Цвијић, Слободан Јовановић, Александар Белић, Владимир Ћоровић, Мика Алас, Милутин Миланковић.

Почетком децембра 1929. године основан је Соко Краљевине Југославије, званичан омладински покрет Југославије. Имао је велики број чланова, а циљ покрета је било физичко и морално васпитање.

## Демографија
Званични народи у држави су били Срби, Хрвати и Словенци све до 1929. године када су сви, одлуком краља Александра, постали једна нација — Југословени.
Према једном прорачуну, центар територије КЈ се налазио код села Краљево Поље, јужно од Власенице. Центар становништва се налазио код села Вуковија, југоисточно од Тузле, и то 1931. мало источније него десет година раније.
| Матерњи језик       | 1921.      | %     | Матерњи језик                            | 1931.      | %     |
| ------------------- | ---------- | ----- | ---------------------------------------- | ---------- | ----- |
| Срба или Хрвата     | 8.911.509  | 74,36 | српски, хрватски, словеначки, македонски | 11.866.237 | 85,16 |
| Словенаца           | 1.019.997  | 8,51  | српски, хрватски, словеначки, македонски | 11.866.237 | 85,16 |
| Немаца              | 505.790    | 4,22  | немачки                                  | 499.969    | 3,59  |
| Мађара              | 467.658    | 3,90  | мађарски                                 | 468.185    | 3,36  |
| Арнаута             | 439.657    | 3,67  | арнаутски                                | 505.259    | 3,63  |
| Румуна              | 231.068    | 1,93  | остали                                   | 594.388    | 4,27  |
| Турака              | 150.322    | 1,26  | остали                                   | 594.388    | 4,27  |
| Чехословака         | 115.532    | 0,96  | остали                                   | 594.388    | 4,27  |
| Русина              | 25.615     | 0,21  | остали                                   | 594.388    | 4,27  |
| Руса                | 20.568     | 0,17  | остали                                   | 594.388    | 4,27  |
| Пољака              | 14.764     | 0,12  | остали                                   | 594.388    | 4,27  |
| Талијана            | 12.553     | 0,11  | остали                                   | 594.388    | 4,27  |
| осталих и непознато | 69.878     | 0,58  | остали                                   | 594.388    | 4,27  |
| УКУПНО              | 11.984.911 | 100   | УКУПНО                                   | 13.934.038 | 100   |

| Вероисповест              | 1921.      | %     | Вероисповест                     | 1931.      | %     |
| ------------------------- | ---------- | ----- | -------------------------------- | ---------- | ----- |
| православних              | 5.593.057  | 46,67 | православна                      | 6.785.501  | 48,70 |
| римокатолика              | 4.708.657  | 39,29 | римокатоличка                    | 5.217.847  | 37,45 |
| муслимана                 | 1.345.271  | 11,22 | исламска                         | 1.561.166  | 11,20 |
| евангелиста               | 229.517    | 1,91  | евангелистичка                   | 231.169    | 1,66  |
| израелићана               | 64.746     | 0,54  | друге, без конфесије и непознато | 138.355    | 0,99  |
| гркокатолика              | 40.338     | 0,34  | друге, без конфесије и непознато | 138.355    | 0,99  |
| других                    | 1.944      | 0,02  | друге, без конфесије и непознато | 138.355    | 0,99  |
| без конфесије и непознато | 1.381      | 0,01  | друге, без конфесије и непознато | 138.355    | 0,99  |
| УКУПНО                    | 11.984.911 | 100   | УКУПНО                           | 13.934.038 | 100   |

## Спорт
Краљевина Југославија учествовала је на пет летњих и три зимске Олимпијаде. Највише успеха остварили су гимнастичари међу којима се посебно истакао Леон Штукељ, вишеструки олимпијски победник и најтрофејнији југословенски олимпијац свих времена.
У Љубљани је 1926. организовано Светско првенство у гимнастици, а у Београду 1932. Европско првенство у веслању. Последња аутомобилска трка пред почетак Другог светског рата одржана је у Београду 1939, Београдски Гран При. Од 1939. одржава се и бициклистичка Трка кроз Србију.
Фудбалска репрезентација Југославије састављена од играча из Србије учествовала је на првом Светском првенству у Уругвају 1930. и стигла да полуфинала. У Београду је већ у ово време постојало велико фудбалско ривалство, дерби БСК—Југославија.
На другој шаховској олимпијади (незваничној) репрезентација је освојила друго место. Медаља је освојена и на Европском првенству у веслању, Антон Церер је дошао до бронзе на Европском првенству у пливању, а Тибор Харангозо на Светском првенству у стоном тенису. У време краљевине Југославија се појавила и у Дејвис купу, а успехе на међународној сцени постигли су тенисери, Фрањо Пунчец, Фрањо Кукљевић и Јосип Палада.